# Вітторіо Емануеле Орландо
Вітторіо Емануеле Орландо (італ. Vittorio Emanuele Orlando; 19 травня 1860, Палермо — 1 грудня 1952, Рим) — італійський державний діяч, один з лідерів італійського лібералізму. Засновник італійської школи публічного права.

## Життєпис
Народився у Палермо. Навчався на юридичному факультеті Палермського університету, згодом доцент цього ж університету. В 1897 вперше обраний депутатом парламенту. В 1903—1905 — міністр освіти, в 1907—1917 — міністр внутрішніх справ Італії. Під час Першої світової війни 1914—1918 Орландо виступав за продовження воєнних дій Італією до переможного завершення війни. З жовтня 1917 Орландо — голова коаліційного уряду. Очолював італійську делегацію на Паризькій мирній конференції 1919—1920 років. У ході роботи конференції висунув широкі територіальні претензії до Антанти як компенсацію за участь Італії у воєнних діях, що були відкинуті союзниками. Невдачі на міжнародній арені та економічна криза всередині країни змусила Орландо в червні 1919 подати у відставку. Довгий час Орландо недооцінював небезпеку фашизму. З січня 1925 знаходився в опозиції до уряду Беніто Муссоліні. Займався викладацькою діяльністю. Політична позиція Орландо була непослідовною. В 1935 підтримав агресивні акції фашистів в Африці, а під час Другої світової війни відіграв важливу роль в усуненні Муссоліні від влади. В повоєнний час був одним з лідерів Ліберальної партії. Виконував консультативні функції при уряді Італії, з 1948 — сенатор з правових питань. Помер 1 грудня 1952 у Римі.

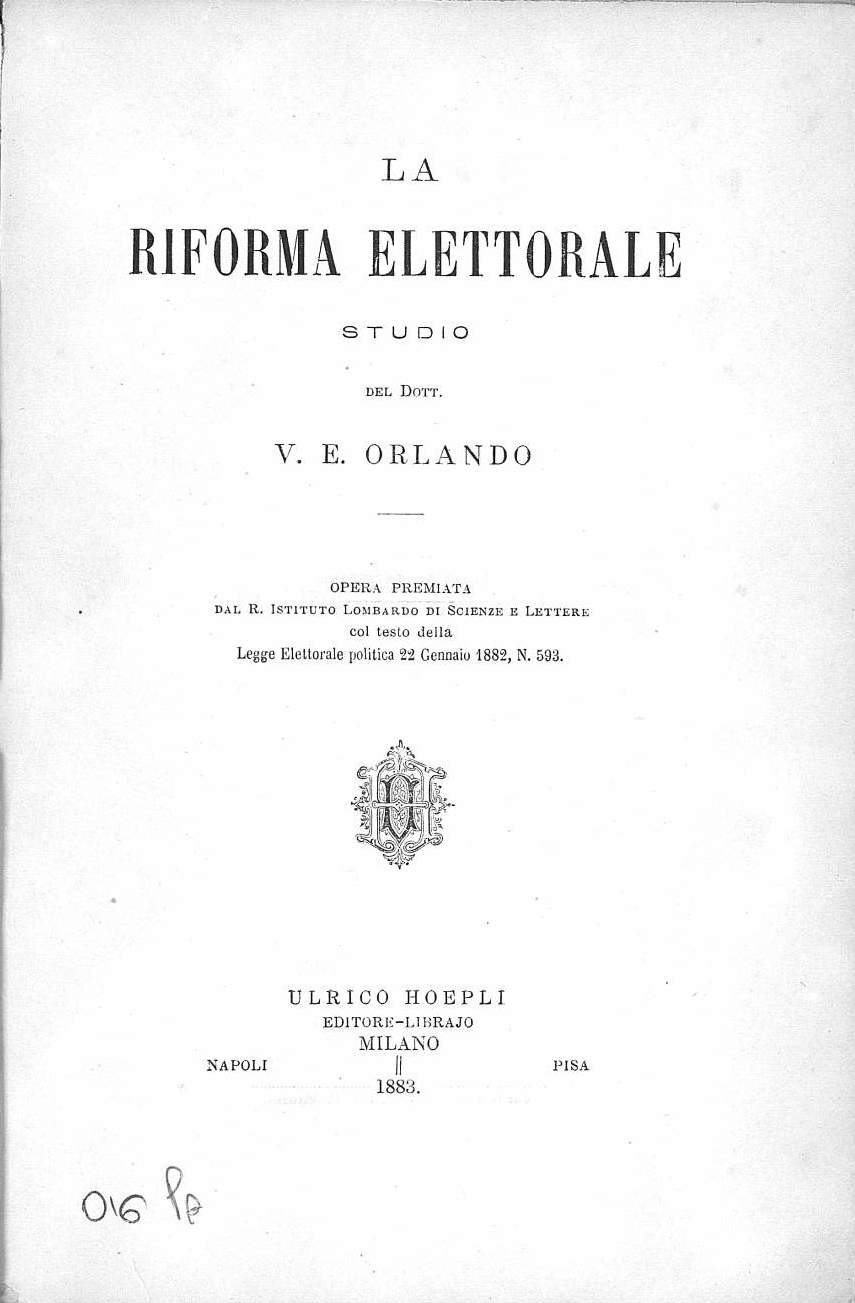
La riforma elettorale, 1883